# Naoki Hattori
Naoki Hattori (服部尚貴?, Hattori Naoki; Tokyo, 13 giugno 1966) è un giornalista e pilota automobilistico giapponese.

## Carriera
Dopo gli inizi nelle serie minori approda nel 1988 alla F3 giapponese. Nel 1990 riporta il titolo e prosegue negli anni seguenti con buoni risultati in molte serie motoristiche del suo Paese. Nel 1991 corre e vince anche in Europa, con una Nissan Skyline GT-R alla 24 Ore di Spa, assieme a Anders Olofsson e David Brabham.
Nello stesso anno sostituisce in Formula 1 Pedro Chaves al volante della Coloni negli ultimi due gran premi della stagione. Ottiene il volante pur in assenza di uno sponsor grazie a tante piccole sponsorizzazioni, ottenute in cambio dell'iscrizione, sul pontone della vettura, del nome del finanziatore. Nei due appuntamenti però non si prequalifica. In Giappone è ultimo, a quasi venti secondi dal tempo utile per la qualifica, mentre in Australia il tempo che lo divide dalla qualificazione è di 4 secondi e mezzo.
A metà anni novanta affronta l'Indy Lights per poi passare alla CART nel 1999 col Walker Racing, ottenendo come miglior piazzamento il quattordicesimo posto. Nel 1995 affronta per due gare l'International Formula 3000 e nel 1996 giunge secondo nella Formula Nippon, beffato nell'ultima gara da Ralf Schumacher.
Nel 1997 testa nuovamente una vettura di Formula 1, il prototipo Dome F105, sul Circuito di Suzuka e su altri circuiti nipponici, ma il tentativo della casa giapponese di sbarcare nella massima formula non andrà a buon fine.
Non è parente dell'altro pilota giapponese Shigeaki Hattori. Attualmente è uno dei presentatori della serie di video Best Motoring.

## Risultati completi in Formula 1
| 1991 | Scuderia | Vettura |  |  |  |  |  |  |  |  |  |  |  |  |  |  |     |     |  | Punti | Pos. |
| ---- | -------- | ------- |  |  |  |  |  |  |  |  |  |  |  |  |  |  | --- | --- |  | ----- | ---- |
| 1991 | Coloni   | C4      |  |  |  |  |  |  |  |  |  |  |  |  |  |  | NPQ | NPQ |  | 0     |      |

| Legenda | 1º posto     | 2º posto | 3º posto    | A punti         | Senza punti/Non class.  | Grassetto – Pole position Corsivo – Giro più veloce |
| Legenda | Squalificato | Ritirato | Non partito | Non qualificato | Solo prove/Terzo pilota | Grassetto – Pole position Corsivo – Giro più veloce |